# Joachim Zdrenka
Joachim Jan Zdrenka (ur. 16 lutego 1952 w Świętej) – polski historyk, profesor, wykładowca Uniwersytetu Zielonogórskiego.

## Życiorys
W latach 1971–1976 odbył studia historyczne i archiwistyczne na Uniwersytecie Mikołaja Kopernika w Toruniu, doktorat (1979). W latach 1980–1984 adiunkt, kierownik działu I Wojewódzkiego Archiwum Państwowego w Gdańsku, 1985–1986 stypendysta Fundacji Aleksandra Humboldta w Bonn. 28 września 1993 habilitował się na Uniwersytecie Gdańskim (Wydział Filologiczno-Historyczny – Instytut Historii). Od 1994 profesor Wyższej Szkoły Pedagogicznej w Zielonej Górze.
W latach 1995–2003 kierownik pracowni epigraficznej Berlińsko-Brandenburskiej Akademii Nauk w Poczdamie. 12 czerwca 2002 otrzymał nominację profesorską (2003 profesor zwyczajny). 18 marca 2011 został Honorowym Obywatelem Miasta Złotowa.
11.12.2017 został wyróżniony nagrodą Ministra Szkolnictwa Wyższego i Nauki za całokształt dorobku naukowego.
Kieruje projektem „Inskrypcje na terenach Polski Zachodniej (województwo lubuskie), obecnie (województwo zachodniopomorskie), cz. I: inskrypcje Nowej Marchii”. Jest członkiem Gdańskiego Towarzystwa Naukowego, Historischen Kommission für ost- und westpreußische Landesforschung, Gesellschaft für pommersche Geschichte, Altertumskunde und Kunst, Brandenburgische Historische Kommission i Verein für Familienforschung in Ost- und Westpreußen e. V.

## Zainteresowania naukowe
Historia średniowieczna Pomorza Zachodniego, patrycjat miast pomorskich i pruskich, szczególnie Gdańska, genealogia rodów pomorskich w średniowieczu, historia Niemiec regionu Pomorza Przedodrzańskiego w średniowieczu, epigrafika Polski północno-zachodniej, dyplomatyka zachodniopomorska i pruska, historia regionalna – Ziemia Złotowska i okolice.
Autor ponad 30 książek, w sumie ponad 300 publikacji naukowych. Promotor ponad 90 magistrów, 5 doktorów, autor 11 recenzji prac doktorskich, 10 recenzji prac habilitacyjnych, 3 nominacji profesorskich.

## Publikacje książkowe
- Polityka zagraniczna książąt szczecińskich w latach 1295–1411, Poznań-Słupsk 1987.
- Die Danziger Burggrafen 1457-1792/93, Hamburg 1989.
- Rats- und Gerichtspatriziat der Rechten Stadt Danzig, Teil I: 1342-1525, Hamburg 1991.
- Rats- und Gerichtspatriziat der Rechten Stadt Danzig, Teil II: 1526-1792, Hamburg 1989.
- Rats- und Gerichtspatriziat der Altstadt (1377-1792) und der Jungstadt (1387-1454/55) Danzig, Hamburg 1991.
- Główne, Stare i Młode Miasto Gdańsk i ich patrycjat w latach 1342–1525, Toruń 1992.
- Rats- und Gerichtspatriziat der Stadt Danzig in napoleonischer Zeit (1807-1813/14), Hamburg 1998.
- Inskrypcje na zabytkach Rugii do końca XVIII wieku, Gdańsk 2001.
- Die Inschriften des Landkreises Rügen, Die Deutschen Inschriften, Bd.55, Berlin 2002.
- Włości szczecińskie we Frankonii 1374–1400. Historia i dokumenty / Stettiner Landbesitz in Franken 1374–1400. Geschichte und Urkunden, Gdańsk 2004.
- Urzędnicy miejscy Gdańska w latach 1342–1792, 1807-1814 (Biogramy), Gdańsk 2008.
- Urzędnicy miejscy Gdańska w latach 1342–1792 i 1807-1814 (Spisy), Gdańsk 2008.
- Księga gruntowa domeny złotowskiej (1619–1816) wydana z Małgorzatą Chołodowską, Toruń 2005.
- Władysław Maćkowicz, Wspomnienia polskiego nauczyciela Pogranicza (1893-1976), Toruń 2005.
- Flatow in den Augen von Erich Hoffmann. Menschen – Fakten – Anekdoten der ersten Hälfte des 20. Jahrhunderts, Złotów 2007.
- Złotów oczami Ericha Hoffmanna. Ludzie – Fakty – Anegdoty pierwszej połowy XX wieku, Złotów 2007.
- Kreis Flatow am Scheideweg 1918-1922. Aufzeichnungen von Erich Hoffmann, Złotów 2008.
- Powiat Złotów na rozdrożu 1918-1922. Notatki Ericha Hoffmanna, Złotów 2008.
- Z notesu Ericha Hoffmanna. Kronika Złotowa i okolic, część I lata 1800–1900, Złotów 2009.
- Z notesu Ericha Hoffmanna. Kronika Złotowa i okolic, cz. II (lata 1901–1920), Złotów 2010.
- Z notesu Ericha Hoffmanna. Kronika Złotowa i okolic, cz. III (lata 1921–1952), Złotów 2011.
- Studia Epigraficzne, T. 1–6, Zielona Góra 2004–2016 (redaktor).
- Corpus Inscriptionum Poloniae, T. X, z. 1-14, Zielona Góra–Toruń 2006-2023 (redaktor).
- Mieszkańcy Ziemi Złotowskiej polegli w I wojnie światowej 1914-1918 (Die Gefallenen des Flatower Landes im 1. Weltkrieg 1914-1918), Złotów 2011.
- Mieszkańcy Ziemi Złotowskiej polegli w II wojnie światowej 1939-1945 (Die Gefallenen des Flatower Landes im 2. Weltkrieg 1939-1945), Złotów 2011.
- Ofiary obozów koncentracyjnych z powiatu złotowskiego (KZ-Opfer aus dem Landkreis Flatow), Złotów 2012.
- Żydzi powiatu złotowskiego 1859(1874-1945) / Juden des Landkreises Flatow (1859)1874-1945, Złotów 2013.
- Cmentarz Wojenny w Złotowie. Historia i fakty, Zielona Góra-Złotów 2014.
- Inskrypcje województwa lubuskiego: Miasto i powiat Gorzów Wielkopolski (do 1815 roku), Corpus Inscriptionum Poloniae, tom X, z.7, Toruń 2015.
- Inskrypcje województwa lubuskiego: Powiat Krosno Odrzańskie (do 1815 roku), Corpus Inscriptionum Poloniae, tom X, z.8, Toruń 2016.
- Mieszkańcy Ziemi Złotowskiej polegli i zaginieni w I wojnie światowej 1914-1918 (Die Gefallenen und Vermissten des Flatower Landes im 1. Weltkrieg 1914-1918), Wydanie nowe, Złotów 2016.
- Mieszkańcy Ziemi Złotowskiej polegli i zaginieni w II wojnie światowej 1939-1945 (Die Gefallenen und Vermissten des Flatower Landes im 2. Weltkrieg 1939-1945), Wydanie nowe, Złotów 2017.
- Ofiary cywilne Ziemi Złotowskiej w II wojnie światowej 1939-1945 (Zivilopfer des Flatower Landes im Zweiten Weltkrieg 1939-1945), Złotów 2017.
- Mieszkańcy Ziemi Złotowskiej polegli, zaginieni i ranni w wojnie Prus z Austrią 1866 i Niemiec z Francją 1870-1871 (Die Gefallenen, Vermissten und Verwundeten des Flatower Landes im Krieg Preußens mit Österreich 1866 und Deutschlands mit Frankreich 1870-1871), Złotów 2018, ISBN 978-83-65716-06-4.
- Inskrypcje województwa lubuskiego: Powiat Słubicki (do 1815 roku), Corpus Inscriptionum Poloniae, tom X, z.10, Toruń 2018, ISBN 978-83-8019-868-5.
- Inskrypcje województwa lubuskiego: Powiat żagański (do 1815 roku), Corpus Inscriptionum Poloniae, tom X, z.13, Toruń 2019, ISBN 978-83-8019-871-5.
- Święta. Źródła i materiały do dziejów wsi 1419-2019, Wydawnictwo Adam Marszałek, Toruń 2020, ISBN 978-83-8180-285-7.
- Złotów 1370-2020. 650-lecie miasta, Toruń 2020. ISBN 978-83-8180-376-2, 978-83-950240-5-4
- Złotów / Flatow 1370-2020. 650 Jahre der Stadt. Übersetzte und ergänzte Auflage bearbeitet von ..., Toruń 2022. ISBN 978-83-8180-659-6
- Inskrypcje województwa lubuskiego: Suplement do zeszytów 1-13, przygotował Marceli Tureczek przy współpracy z Katarzyną Sanocką-Tureczek i Joachimem Zdrenką, Corpus Inscriptionum Poloniae, tom X, z 14, Toruń 2023, ISBN 978-83-8180-804-0
- Die Inschriften des Kreises Landsberg (Warthe) bis 1815. Inschriften der Neumark, Band 1, Gesammelt und bearbeitet von Joachim Zdrenka, Veröffentlichungen des Brandenburgischen Landeshauptarchivs, Band 79, Berliner Wissenschafts-Verlag, Berlin 2024, ISBN Print 978-3-8305-5549-0, ISBN E-Book 978-3-8305-5568-1
- Inskrypcje województwa zachodniopomorskiego pod redakcją Joachima Zdrenki, tom XI, z 1: Inskrypcje powiatu gryfińskiego - część dawnego nowomarchijskiego powiatu Chojna, opracowali Joachim Zdrenka i Marceli Tureczek, Kraków 2024, ISBN 978-83-7730-654-3
- Inskrypcje województwa zachodniopomorskiego pod redakcją Joachima Zdrenki, tom XI, z 2: Inskrypcje powiatu myśliborskiego, opracował Joachim Zdrenka, Kraków 2025, ISBN 978-83-7730-694-9